# توشیرو تاشیرو
توشیرو تاشیرو (انگلیسی: Toshiro Tashiro؛ زادهٔ ۱۶ ژوئن ۱۹۴۲) کشتی‌گیر اهل ژاپن بود.